# Визовая политика Сент-Китса и Невиса

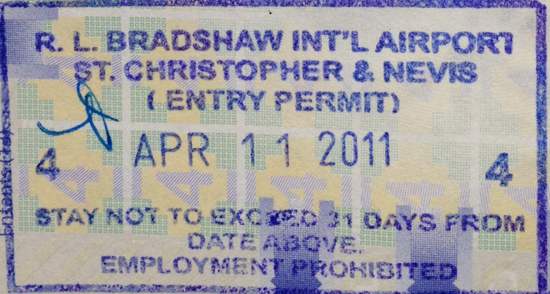
Въездной штамп в Сент-Китс и Невис

Визовая политика Сент-Китс и Невис состоит из требований, предъявляемых к иностранным гражданам. Посетители Сент-Китса и Невиса должны получить визу, если только они не прибывают из одной из стран в которых действует безвизовый режим.

## Карта визовой политики

По состоянию на 12 декабря 2021.
Сент-Китс и Невис;
Свободное передвижение;
Безвизовый въезд;
Электронная виза

## Свободное передвижение
Граждане данных 5 стран имеют право проживать и работать неопределённый срок в Сент-Китс и Невис без ограничений:
| - Антигуа и Барбуда - Доминика - Гренада - Сент-Люсия - Сент-Винсент и Гренадины |

## Освобождение от визы
Граждане данных стран и территорий могут посещать Сент-Китс и Невис как туристы без визы, для проживания в течение ниже указанного срока:
| - Багамские Острова - Тринидад и Тобаго - Суринам | - Барбадос - Белиз - Канада | - Гайана - Ямайка - США |

| - Европейский союз - Для всех классов британской национальности (кроме Монтсеррата) \| - Албания - Аргентина - Австралия - Бахрейн - Бангладеш - Боливия - Ботсвана - Бразилия - Бруней - Чили - Колумбия - Коста-Рика - Эквадор - Египет - Сальвадор - Эсватини - Фиджи - Гамбия - Грузия - Гана - Гватемала \| - Гондурас - Гонконг - Исландия - Индия - Израиль - Япония - Иордания - Кения - Кирибати - Кувейт - Лесото - Лихтенштейн - Малави - Малайзия - Мальдивы - Мальта - Маврикий - Мексика - Молдова - Монако - Науру \| - Новая Зеландия - Никарагуа - Нигерия - Северная Македония - Норвегия - Панама - Шаблон:Флагификация/Папуа Новая Гвинея - Парагвай - Перу - Катар - Россия - Руанда - Сан-Марино - Саудовская Аравия - Сербия - Сейшельские Острова - Сьерра-Леоне - Сингапур - Соломоновы Острова - ЮАР - Республика Корея \| - Шри-Ланка - Швейцария - Китайская Республика - Танзания - Тонга - Турция - Тувалу - Уганда - Украина - ОАЭ - Великобритания - Уругвай - Вануату - Ватикан - Венесуэла - Замбия - Зимбабве \| | | | |
| - Албания - Аргентина - Австралия - Бахрейн - Бангладеш - Боливия - Ботсвана - Бразилия - Бруней - Чили - Колумбия - Коста-Рика - Эквадор - Египет - Сальвадор - Эсватини - Фиджи - Гамбия - Грузия - Гана - Гватемала | - Гондурас - Гонконг - Исландия - Индия - Израиль - Япония - Иордания - Кения - Кирибати - Кувейт - Лесото - Лихтенштейн - Малави - Малайзия - Мальдивы - Мальта - Маврикий - Мексика - Молдова - Монако - Науру | - Новая Зеландия - Никарагуа - Нигерия - Северная Македония - Норвегия - Панама - Шаблон:Флагификация/Папуа Новая Гвинея - Парагвай - Перу - Катар - Россия - Руанда - Сан-Марино - Саудовская Аравия - Сербия - Сейшельские Острова - Сьерра-Леоне - Сингапур - Соломоновы Острова - ЮАР - Республика Корея | - Шри-Ланка - Швейцария - Китайская Республика - Танзания - Тонга - Турция - Тувалу - Уганда - Украина - ОАЭ - Великобритания - Уругвай - Вануату - Ватикан - Венесуэла - Замбия - Зимбабве |

| - Албания - Аргентина - Австралия - Бахрейн - Бангладеш - Боливия - Ботсвана - Бразилия - Бруней - Чили - Колумбия - Коста-Рика - Эквадор - Египет - Сальвадор - Эсватини - Фиджи - Гамбия - Грузия - Гана - Гватемала | - Гондурас - Гонконг - Исландия - Индия - Израиль - Япония - Иордания - Кения - Кирибати - Кувейт - Лесото - Лихтенштейн - Малави - Малайзия - Мальдивы - Мальта - Маврикий - Мексика - Молдова - Монако - Науру | - Новая Зеландия - Никарагуа - Нигерия - Северная Македония - Норвегия - Панама - Шаблон:Флагификация/Папуа Новая Гвинея - Парагвай - Перу - Катар - Россия - Руанда - Сан-Марино - Саудовская Аравия - Сербия - Сейшельские Острова - Сьерра-Леоне - Сингапур - Соломоновы Острова - ЮАР - Республика Корея | - Шри-Ланка - Швейцария - Китайская Республика - Танзания - Тонга - Турция - Тувалу - Уганда - Украина - ОАЭ - Великобритания - Уругвай - Вануату - Ватикан - Венесуэла - Замбия - Зимбабве |

| - Для владельцев BOTC паспортов Монтсеррата |

| - Беларусь | - Китай | - Индонезия | - Макао |

| - Куба |

Кроме того, Министерство иностранных дел Сент-Китса и Невиса не включает в список следующих стран, гражданам которых требуется виза для въезда в Сент-Китс и Невис:
| - Маршалловы Острова - Марокко - Черногория - Оман | - Южный Судан - Судан - Того |

Пассажиры круизных лайнеров могут посещать Сент-Китс и Невис на срок до 24 часов без визы.
Владельцам дипломатических или служебных паспортов, выданных гражданам Гаити, а также владельцам обычных паспортов, путешествующим по делам, не требуется виза для въезда в Сент-Китс и Невис на срок до 6 месяцев.
Соглашения об отмене виз для всех паспортов были подписаны с Сан-Марино 1 февраля 2019, с Того 24 марта, с Грузией 15 июля, а с Маршалловыми Островами 29 октября, но они ещё не ратифицированы.
Соглашение об отмене виз было подписано с Суданом, однако оно еще не ратифицировано.

## Электронная виза
Посетители из стран, которым требуется виза для посещения Сент-Китс и Невис, могут подать заявку на электронную визу. При наличии распечатанного разрешения, иммиграционный офицер выдает визу по прибытии за плату в размере 100 долларов США. Максимальная продолжительность пребывания — 30 дней.